# Bosznia-Hercegovina zászlaja
Bosznia-Hercegovina zászlaját 1998. február 3-án Carlos Westendorp nemzetközi főképviselő saját hatáskörben vezette be, miután a boszniai parlament nem jutott dűlőre a korábbi liliomos zászló felváltásáról. (Ezért a nép egy ideig Westendorp-zászlónak hívta.) A lobogó sötétkék háttere előtt a zászló jobb széle felé tolva egy sárga felületű, alsó csúcsára állított egyenlő szárú háromszög látható. Ennek alapvonala alatt hét ötágú fehér és két félbevágott csillag sorakozik.
Az ország történelmét a területén lakó három nagy etnikum alakította, amelyek mind a mai napig a boszniai politikai élet alapját adják. Az 1992. április 5-én függetlenné vált Bosznia-Hercegovinai Köztársaság születésekor fehér alapszínű, középen fehér vonallal átlósan kettéosztott és kék mezőben arany liliomokat ábrázoló címerét hordó zászlót vezetett be. Ezt a zászlót az – alkotmányos rendszert amúgy teljesen átalakító – 1995-ös daytoni béke a jogutód Bosznia-Hercegovina számára is meghagyta. A szerbek és a horvátok szerint azonban a zászló egyes elemei, például a középkori boszniai államra (pontosabban a Bosnyák Királyság 14. századi megalapítójára, Kotromanić Tvrtko királyra) utaló Anjou-liliomos címer a történelem folyamán túlságosan szorosan összekapcsolódtak a bosnyák (muszlim) nemzettel. Ez különösen annak fényében érthető, hogy a bosznia-hercegovinai állam az 1992–1995-ös háborút e zászló alatt vívta meg a területét felosztani kívánó szerbek ellen. (Számukra persze éppen ezért szimbolikus jelentőségű, és használják ma is szívesen nem hivatalos alkalmakra.) A szerbek emellett történeti folytonosságot sem látnak a zászló által megidézett középkori független királyság és a mai Bosznia-Hercegovina között. (A horvátok a háború alatt saját nemzeti szimbólumaikat használták, a középkori Boszniát pedig horvát államalakulatnak tartják.)
Az új zászló kék háttere az ENSZ-lobogó hatására sokáig világoskék tervezetben szerepelt, majd később az Európai Unió lobogójának mintájára sötétkékre változott. A sárga háromszög minden egyes oldala Bosznia-Hercegovina egy-egy nemzetét jelképezi: a bosnyákokat, a szerbeket és a horvátokat. A csillagok szintén az európai elkötelezettségre utalnak.

## Történelmi zászlók
A zaklatott történelemmel rendelkező Boszniának az idők folyamán számos lobogója volt. A középkori boszniai állam először kék háttér előtt egy egyenlő téglalapokból álló fehér kereszttel rendelkező zászlót használt, majd a királyság létrejöttekor 1377-ben fehér alapon a Kotromanić-dinasztia címere jelent meg. Az oszmán hódítás után a bosnyákok többsége felvette a muzulmán vallást. 1760-ban, az oszmán zászló elemeit felhasználva tervezték meg a ritkán ismert zöld-fehér lobogót. Az 1830–31-es forradalom alatt a korábbi zászló mellett feltűnt annak egy világosabb, sárga félholddal és csillaggal rendelkező változata is. 1867-ben a boszniai vilajet az 1830-as zászlót fogadta el hivatalosan, azzal a módosítással, hogy változtattak a félhold-csillag arányán. 1878-ban, az oszmán csapatok kivonulása és a megszálló osztrák-magyar seregek megérkezése között is ugyanezt a zászlót használták a bosnyák hivatalok. Emellett tervek születtek egy fehér-vörös zászló adoptálására is. 1878 és 1908 között a középkori igénycímer alapján tervezett zászlót használták, közepén a történelmi Ráma címerével. Az osztrák–magyar annexiót (1908) követően Bosznia-Hercegovina zászlaja vízszintesen két egyenlő részre osztott mezőből állt. 1908 után a kettévált Bosznia és Hercegovina két különböző zászlót használt. Az előbbin a felső mező vörös, az alsó sárga volt, míg az utóbbin ez fordítva szerepelt, mindez címer nélkül. Ezek a lobogók mindössze tíz évig voltak használatban, az annexiótól kezdve a monarchia összeomlásáig, 1918-ig. Bosznia ezek után csak a második világháború után kapott (újra) lobogót. A kommunista ideológiának megfelelően – vörös színű mező uralta, amelynek bal felső sarkában a szövetségi állam vörös csillagos trikolórja díszelgett. 1945 és 1992 között volt használatban ez a lobogó, de születtek tervek egy egyszerűbb verzióra is. Bosznia 1992-es függetlenedésekor a Kotromanić-lobogó modern változatát fogadták el. A szerbek és a horvátok nehezményezték ennek a zászlónak a használatát, történelmi indokokra hivatkozva, emiatt azt 1998-ban egy újabbra cserélték le.

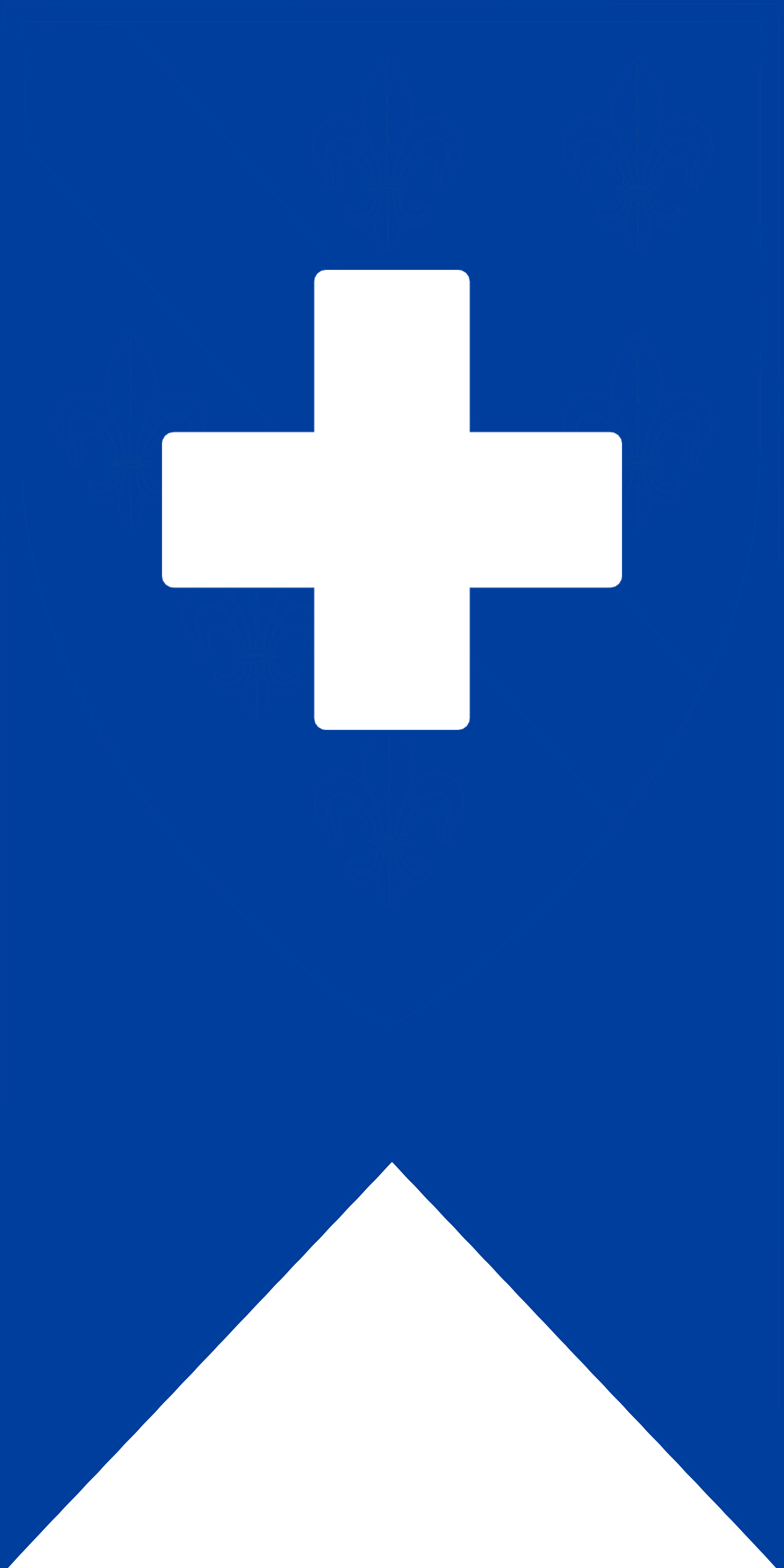
A Bosnyák Bánság zászlaja 1377-ig
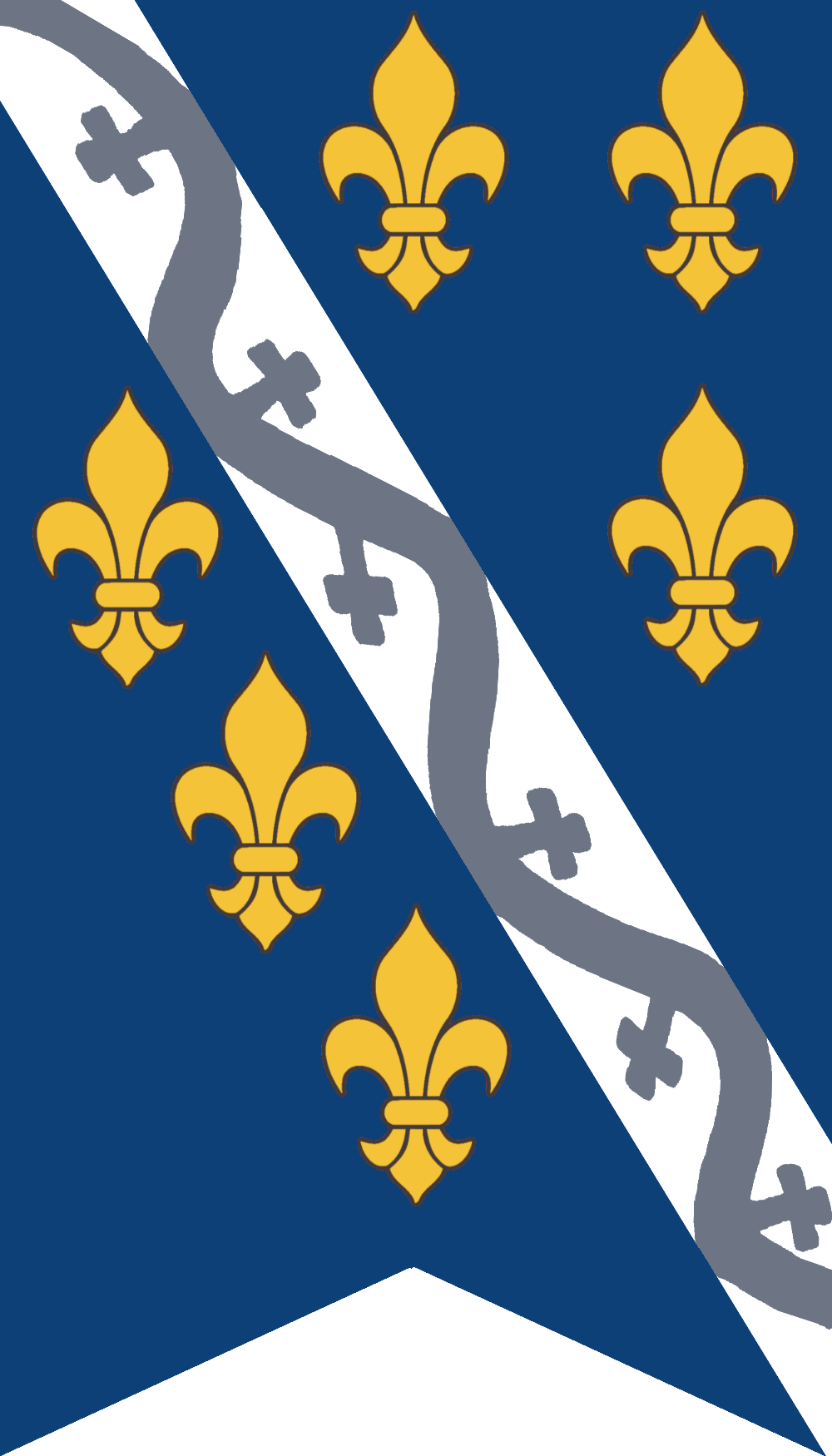
A Bosnyák Királyság zászlaja 1377-től 1463-ig
Bosznia zászlaja az Oszmán Birodalomban, 1760-tól 1831-ig
Az autonóm Bosznia zászlaja 1831-től 1867-ig
Az autonóm, majd rövid ideig független Bosznia zászlaja 1867-től 1878-ig
A tervezett fehér-vörös zászló 1875–77 között
Bosznia-Hercegovina zászlaja az okkupáció (1878) után
Bosznia zászlaja az annexió (1908) után
Hercegovina zászlaja az annexió (1908) után
Bosznia-Hercegovina zászlaja Jugoszláviában, 1945-től 1992-ig
Egy a sok közüli tervezett variáció Jugoszláviában
A független Bosznia-Hercegovina zászlaja 1992-től 1998-ig

## Tervezett zászlók
A délszláv háború alatt, és különösen 1995-től, folyamatosan problémát okozott a Kotromanić-lobogó használata. Ugyanekkor Bosznia mind Horvátországgal, mind Jugoszláviával (Szerbiával) hadban állt, akiket-történelmi indokokra hivatkozva-sértett a zászló. A fegyverszünet megkötésekor a bosnyák kormány vállalta egy új lobogó elfogadását, amelyet egy három fordulós pályázaton bíráltak el. Mindegyik fordulóban három-négy zászlót bíráltak el. A végső változatot 1998-ban fogadták el, a harmadik forduló egyik zászlajának módosítása után.

### Első forduló
Az első forduló zászlóit más államok lobogóinak felhasználásával történt. Az első zászlót a Cseh Köztársaság (Csehszlovákia) zászlajának színcseréjével pályáztatták. A fenti, fehér helyett zöld mező a bosnyákokat, az alsó vörös a szerbeket, a kék háromszög pedig a horvátokat jelképezte. A zászlót, nyilván az összetéveszthetőség miatt sem fogadták el. A második zászlót az ENSZ zászlaja után alkották meg. Ebben a szokásos világoskék alapon egy arany babérág jelent meg, ami a népek közötti békét hivatott jelenteni, ám a nemzeti jelleg hiánya miatt ezt sem fogadták el. A harmadik zászlót szintén az ENSZ zászlaja alapján tervezték, azzal a különbséggel, hogy itt a kék mezőben Bosznia fehér, stilizált körvonala volt megtalálható. 1992-93 között Kambodzsában is egy hasonló zászlót használtak, de csak ideiglenesen. Végtére is a fentibb indok miatt ez a zászló sem került elfogadásra.

Az első forduló első zászlaja
Csehország zászlaja
Az első forduló második zászlaja
Az ENSZ zászlaja
Az első forduló harmadik zászlaja
Kambodzsa zászlaja 1992–93-ban

### Második forduló
Az első forduló eredménytelenség után a tervezők a pánszláv színek felhasználásával alkottak új tervezeteket, ám ez rossz döntésnek bizonyult. A bosnyákok a jugoszláv uralom alatti folyamatos szenvedések és az ekkor kitudódott népességirtás hatására az összes pánszláv zászlót elvetették. A zászlók között leginkább a negyedik hasonlított a jugoszláv zászlóéra, de a másik három – a békemotívumok ellenére – sem lett kedvelt széles körben.

A második forduló első zászlaja
A második forduló második zászlaja
A második forduló harmadik zászlaja
A második forduló negyedik zászlaja

### Harmadik forduló
Az előző két forduló eredménytelensége után a harmadik fordulót már eleve az utolsónak tervezték, ennek szellemében az egyedüli tervező, Carlos Westendorp is az Európai Unió kék-sárga zászlaját vette kiinduló tervnek. Az első zászló – amit később kis változtatással elfogadtak – Bosznia háromszög alakú állama inspirálta. A hét és két fél csillag a tervezett (de végül be nem vezetett) közigazgatási felosztás alapján került fel a lobogóra. Eredetileg az ENSZ világoskék színét használták, de az elfogadás után az EU sötétkék színe lett hivatalos. A második és a harmadik zászlót is ebben a szellemben tervezte.

A harmadik forduló első zászlaja
A harmadik forduló második zászlaja
A harmadik forduló harmadik zászlaja

### A megvalósult zászló
1998. február 4-én Carlos Westendorp első zászlaját fogadták el némi módosítással, amely ma is az ország hivatalos zászlaja.

A mai zászló